# Ogbia
Ogbia é uma área de governo local do estado de Bayelsa, no delta do Rio Niger, na Nigeria. A sua sede fica na localidade de Ogbia, no sul da área, nas coordenadas 4° 39′ 00″ N, 6° 16′ 00″ L.
Tem uma área de 695 km² e uma população de 179.926.
O código postal da área é 562.
Os habitantes e imigrantes de Ogbia são os ijós O atual presidente da Nigéria, Goodluck Ebele Jonathan, nasceu em Otueke, Ogbia. Ogbia é um clã dos ijós, que é o quarto maior povo da Nigéria.